# Goniophila polymima
Goniophila polymima är en fjärilsart som beskrevs av Joannis 1929. Goniophila polymima ingår i släktet Goniophila och familjen nattflyn. Inga underarter finns listade i Catalogue of Life.